# سیارک ۱۰۱۲۷
سیارک ۱۰۱۲۷ (به انگلیسی: 10127 Frojel، نامگذاری:1993FF26) ده هزار و صد و بیست و هفتمین سیارک کشف شده‌است که در ۲۱ مارس ۱۹۹۳ کشف شد.
قدر مطلق سیارک برابر ۱۲٫۳ است.